# تاي باريل
تايلر جيرالد «تاي» باريل (بالإنجليزية: Ty Burrell)‏ ولد في (22 أغسطس 1967), في غرانتس باس، أوريغون، الولايات المتحدة، هو ممثل أمريكي، والذي قام بالتمثيل بدور شخصية «فيل دونفي»  في المسلسل الحائز على جائزة أفضل كوميديا من سلسلة جوائز إيمي مسلسل العائلة الحديثة التي بنيت على شبكة التلفزيونية ABC. وقد تم ترشيح تايلر لجائزة إيمي وفاز أيضا بجائزة نقابة ممثلي الشاشة.